# 福島竜弥
福島 竜弥（ふくしま りゅうや、2002年6月8日 - ）は宮崎県川南町出身のサッカー選手。ポジションはDF。

## 来歴
地元宮崎のクラブでプレーしていた15歳の時に浦和レッドダイヤモンズ（浦和レッズ）のスカウト・田畑昭宏に見出され、浦和レッズユースに入団。2019年9月、2種登録選手としてトップチームに登録された。2020年10月7日、2021年シーズンからのトップチーム昇格が発表された。同年12月にはU-18日本代表候補に選出され、千葉で行われたキャンプに参加した。
2021年3月2日、ルヴァンカップ・グループリーグ第一節の湘南ベルマーレ戦で先発出場しプロデビューを果たした。
2022年シーズンはSC相模原に育成型期限付き移籍したが、公式戦出場はJ3リーグ戦2試合に留まり、レギュラー定着には至らなかった。
相模原への育成型期限付き移籍満了後、2023年は高知ユナイテッドSCに育成型期限付き移籍したが、トレーニング中に右膝外側半月板を損傷したこともあり、出場機会に恵まれず、シーズン終了後に浦和・高知共に契約満了となった。
2024年は年始から無所属のままリハビリを続けていたが、7月1日に地元の宮崎県に本拠を置くヴェロスクロノス都農への加入が発表された。

## 所属クラブ
- 川南大久保スポーツ少年団
- 児湯SCジュニアユース
- 浦和レッズユース
  - 2019年9月 - 同年12月 浦和レッズ（2種登録選手）
- 2021年 - 2023年  浦和レッズ
  - 2022年  SC相模原（育成型期限付き移籍）
  - 2023年  高知ユナイテッドSC（育成型期限付き移籍）
- 2024年7月 -  ヴェロスクロノス都農

## 個人成績
| 国内大会個人成績 | 国内大会個人成績 | 国内大会個人成績 | 国内大会個人成績 | 国内大会個人成績 | 国内大会個人成績 | 国内大会個人成績 | 国内大会個人成績 | 国内大会個人成績 | 国内大会個人成績 | 国内大会個人成績 | 国内大会個人成績 |
| 年度             | クラブ           | 背番号           | リーグ           | リーグ戦         | リーグ戦         | リーグ杯         | リーグ杯         | オープン杯       | オープン杯       | 期間通算         | 期間通算         |
| 年度             | クラブ           | 背番号           | リーグ           | 出場             | 得点             | 出場             | 得点             | 出場             | 得点             | 出場             | 得点             |
| 日本             | 日本             | 日本             | 日本             | リーグ戦         | リーグ戦         | リーグ杯         | リーグ杯         | 天皇杯           | 天皇杯           | 期間通算         | 期間通算         |
| ---------------- | ---------------- | ---------------- | ---------------- | ---------------- | ---------------- | ---------------- | ---------------- | ---------------- | ---------------- | ---------------- | ---------------- |
| 2021             | 浦和             | 36               | J1               | 0                | 0                | 3                | 0                | 0                | 0                | 3                | 0                |
| 2022             | 相模原           | 17               | J3               | 2                | 0                | -                | -                | -                | -                | 2                | 0                |
| 2023             | 高知             | 27               | JFL              | 0                | 0                | -                | -                | 0                | 0                | 0                | 0                |
| 2024             | 都農             | 31               | 九州             |                  |                  | -                | -                | -                | -                |                  |                  |
| 通算             | 日本             | 日本             | J1               | 0                | 0                | 3                | 0                | 0                | 0                | 3                | 0                |
| 通算             | 日本             | 日本             | J3               | 2                | 0                | -                | -                | -                | -                | 2                | 0                |
| 通算             | 日本             | 日本             | JFL              | 0                | 0                | -                | -                | 0                | 0                | 0                | 0                |
| 通算             | 日本             | 日本             | 九州             |                  |                  | -                | -                | -                | -                |                  |                  |
| 総通算           | 総通算           | 総通算           | 総通算           | 2                | 0                | 3                | 0                | 0                | 0                | 5                | 0                |

## 代表歴
- 2020年 U-18日本代表
- 2021年 U-20日本代表

## タイトル

### クラブ
浦和レッズ
- 天皇杯 JFA 全日本サッカー選手権大会：1回（2021年）